# 980-ті
Раннє Середньовіччя •  Епоха вікінгів •  Золота доба ісламу •  Реконкіста

## Події
Після захоплення влади в Києві князь Володимир і далі консолідував свій контроль, здійснивши кілька походів на сусідні племена. 981 року він здобув Червенські міста й наклав данину на в'ятичів. 983 року він здійснив похід на ятвягів, 984 року підкорив в'ятичів та радимичів. 985 року князь Володимир ходив на волзьких булгарів, не зумів їх підкорити, але уклав з ними мир. У 987—989 роках Володимир допомагав візантійському імператорові Василію II придушити бунт Барди Фоки. Київський князь здобув Корсунь (Херсонес). Як наслідок, він домовився з візантійським імператором про одруження з Анною Порфірогенетою, умовою чого було прийняття християнства. 
988 року Великий князь Київський Володимир Святославович прийняв християнство сам і запровадив його на Русі. Відновлено церкву на Аскольдовій могилі, почалося спорудження першої кам'яної церкви в Києві — Десятинної.
У Візантії бунт, який очолив полководець Барда Фока, охопив значну частину імперії, однак василевс Василій II зумів придушити його. Після цього він відновив натиск на болгар, які, скориставшись негараздами в імперії, завдали поразки візантійцям у битві біля Троянових воріт. Візантії вдалося знову потіснити своїх супротивників.
Після смерті Оттона II Рудого у Священній Римській імперії розпочалася боротьба за регентство над малолітнім Оттоном III. Генріх II Сварливий викрав імператора, сподіваючись на корону, але не здобув достатньої підтримки і змушений був повернути імператора матері, імператриці Феофано, за що добився повернення відібраних у нього раніше баварських земель. Підняли повстання полабські слов'яни, виступаючи проти німців та християнства. Їм вдалося добитися незалежності. 
Королем Франції став Гуго Капет. Його обрала знать після смерті останнього з Каролінгів Людовика V. Правління Гуго Капета, як і його попередників було формальним. Король контролював невелику територію.
На Піренейському півострові Кордовський халіфат очолив фактично Аль-Мансур. Здобувши владу, він розпочав наступ на християнські держави, розграбував Барселону, захопив Леон. Королем Леону з 984 року був Бермудо II. Наступ мусульман змусив його втекти в Галісію. Граф Барселони Буррель II після відходу маврів не відновив своєї присяги французькій короні. Барселона стала фактично незалежною.